# Замкнутый круг (сериал)
«Круг замкнулся» (англ. Full Circle) — художественный мини-сериал 2023 года американского режиссёра Стивена Содерберга. Главные роли в нём сыграли Зази Битц, Клэр Дейнс, Тимоти Олифант. Шоу получило высокие оценки критиков.

## Сюжет
Действие сериала происходит в Нью-Йорке. Глава гайанского криминального сообщества Савитри Махаби решает снять проклятие, наложенное много лет назад на её семью. Для этого она организует похищение подростка из богатой семьи, чтобы потребовать выкуп в 314 159 долларов (сумма, восходящая к числу пи), а параллельно шаман рисует огромный круг в Вашингтон-Сквер-парке. Однако всё идёт не по плану, так как похищают не того подростка. За расследование берётся силовое подразделение Почтовой службы США.

## В ролях
- Зази Битц — Мел Хармони
- Клэр Дейнс — Сэм Браун
- Тимоти Олифант — Дерек Браун
- Деннис Куэйд — Джефф Маккаскер
- Сьюзан Савой — Кристин Маккаскер
- Си Си Эйч Паундер — Савитри Махабир
- Джим Гаффиган — Мэнни Бровард

## Создание и оценки
Работа над сериалом началась в 2022 году. Режиссёром стал Стивен Содерберг, сценарий написал Эд Соломон, одним из исполнительных продюсеров проекта стал Кэйси Силвер. Все трое работали вместе над фильмом «Без резких движений». Главные роли получили Зази Битц, Клэр Дейнс, Тимоти Олифант, Деннис Куэйд. Съёмки начались в сентябре 2022 года в Нью-Йорке.
Шоу, включающее шесть серий, было впервые показано на кинофестивале «Трайбека» 11 июня 2023 года. Оно выходило на потоковом сервисе Max с 13 по 27 июля 2023 года. На сайте-агрегаторе отзывов Rotten Tomatoes «Замкнутый круг» получил рейтинг 79 % при средней оценке 7,5 из 10.
Обозреватель портала «После титров» Иван Киляков констатировал в своей рецензии, что «Замкнутый круг» — «не та работа, по которой будут помнить» Содерберга, но «второстепенность не мешает этому сериалу радовать как преданных фанатов режиссера, так и, в общем, всех-всех-всех». Критик высоко оценил актёрские работы, в первую очередь игру Зази Битц, Тимоти Олифанта и Клэр Дейнс. Катя Карслиди («Фильм.ру») сочла, что сериал поднимают на новый уровень «тактика минимализма» в режиссуре и «беспокойная камера»; по её словам, это «позволяет Содербергу свободно экспериментировать, находить новые способы рассказать историю, снова и снова вовлекая зрителя в безумное путешествие без страховки, ремней безопасности или каких-либо гарантий, что этот опыт кому-то понравится».
Никита Лаврецкий («АфишаDaily») увидел в сериале «бессмысленные и беспощадные факапы, действующие как удар под дых», «сюжетные повороты за гранью самых смелых допущений самых больших фантазеров» и «визуальные красоты» в духе «цифрового импрессионизма».